# هایدن دالتون
هایدن دالتون (انگلیسی: Hayden Dalton؛ زادهٔ ۲۰ ژوئن ۱۹۹۶) بازیکن بسکتبال اهل ایالات متحده آمریکا است.
او در پست فوروارد قدرتی بازی می‌کند. او بسکتبال را با بازی برای کالج مرکزی وایومینگ و کابوی وایومینگ شروع کرد.